# 国富駅
国富駅（くにとみえき）は、かつて北海道岩内郡共和町国富にあった日本国有鉄道（国鉄）岩内線の駅である。電報略号はトミ。岩内線の廃線に伴い1985年（昭和60年）7月1日に廃駅となった。事務管理コードは▲131801。

## 駅構造
廃止時点で、単式ホーム1面1線を有する地上駅であった。ホームは線路の南側（岩内方面に向かって左手側）に存在した。転轍機を持たない棒線駅となっていた。かつては相対式ホーム2面2線を有する列車交換可能な交換駅であった。
職員配置駅で、駅舎は構内の南側に位置しホーム中央部分に接していた。
かつては国富鉱業所精錬所への専用線も分岐していた。

## 駅名の由来
駅付近にある国富鉱山からの輸送のために設置された駅であり、駅名はこの鉱山の名前に由来する。
縁起のよい駅名としても知られていた。

## 利用状況
- 1981年度（昭和56年度）の1日乗降客数は43人[3]。

## 駅周辺
- 国道276号（尻別国道）
- 北海道道269号蕨岱国富停車場線
- 岩内警察署国富駐在所
- 国富郵便局
- 北海信用金庫共和出張所
- 堀株川
- シマツケナイ川 - 堀株川に合流する。川に架かっていた岩内線の橋梁が残存する。
- 北海道中央バス（高速いわない号）・ニセコバス「国富」停留所

## 歴史

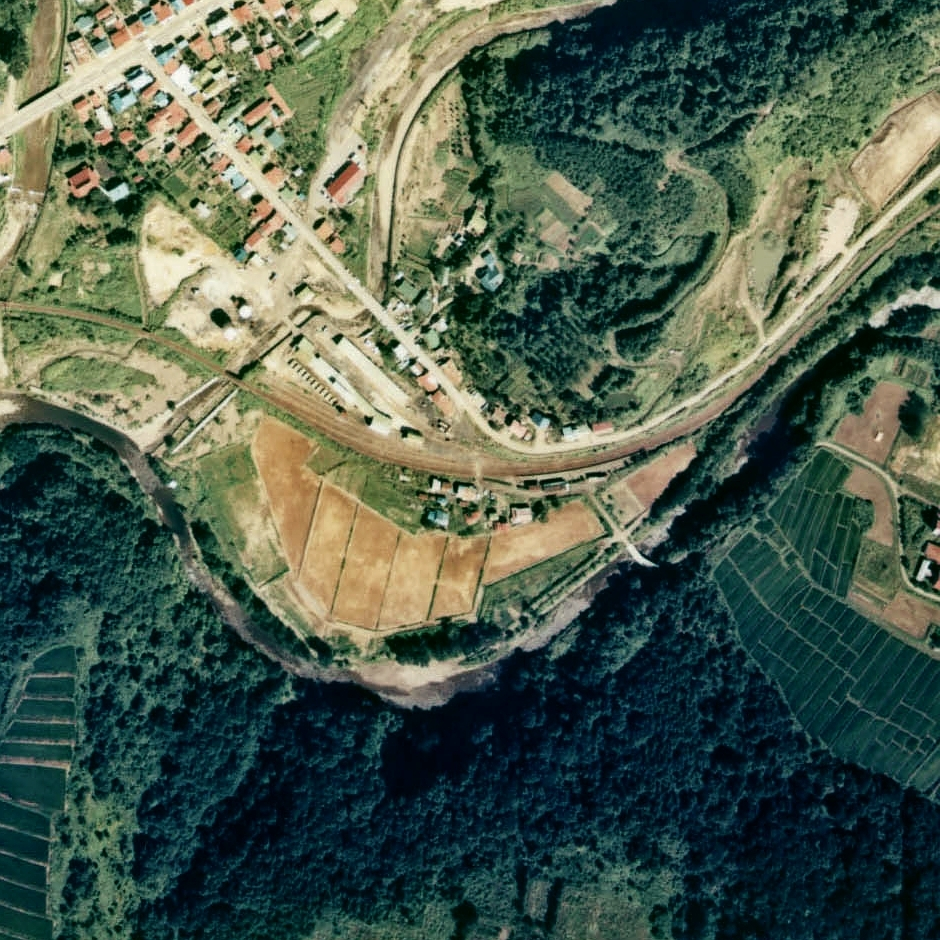
1976年の国富駅と周囲約750m範囲。左が岩内方面。単式ホーム1面1線、駅裏の国富鉱山の積み込み設備へ引込み線、当駅構内駅裏にも数本の留置線。かつては左端に見える辰五郎川を渡った先にも側線（砂利線？）を有していた。

銅や鉛を産出する国富鉱山の製品を出荷するため、増設された駅である。
- 1913年（大正2年）9月21日 - 鉄道院岩内軽便線の国富駅として開業[7]。一般駅[1]。（小荷物は付随小荷物に限定、貨物は貸切扱貨物に限定）[1]

。
- 1918年（大正7年）6月1日 - 一般貸切扱貨物取扱開始[8]。
- 1922年（大正11年）9月2日 - 線路名を岩内線と改称、同線の駅となる。
- 1923年（大正12年）6月5日 - 一般運輸営業開始[9]（貨物の扱いに制限が無くなった）。
- 1984年（昭和59年）2月1日 - 貨物・荷物取扱い廃止[1]。
- 1985年（昭和60年）7月1日 - 岩内線の廃線に伴い廃止となる[1]。

## 駅跡
1999年（平成11年）時点でホームが残存し、2011年（平成23年）時点でも同様であった。また旧駅構内を出てすぐのシマツケナイ川と堀株川の合流地点の手前に「上鮭川橋梁」が残存する。駅前を通る道は駅跡を貫通して反対側の住宅地を結んでいる。

## 隣の駅
日本国有鉄道
岩内線
小沢駅 - 国富駅 - 幌似駅

## 国富鉱業所精錬所専用線

### 廃線跡
専用線の跡は残っておらず、終点にあった工場跡はアスパラガスの運送会社が利用している。